# Habronattus cuspidatus
Habronattus cuspidatus là một loài nhện trong họ Salticidae.
Loài này thuộc chi Habronattus. Habronattus cuspidatus được Griswold miêu tả năm 1987.